# محلل الشيخوخة

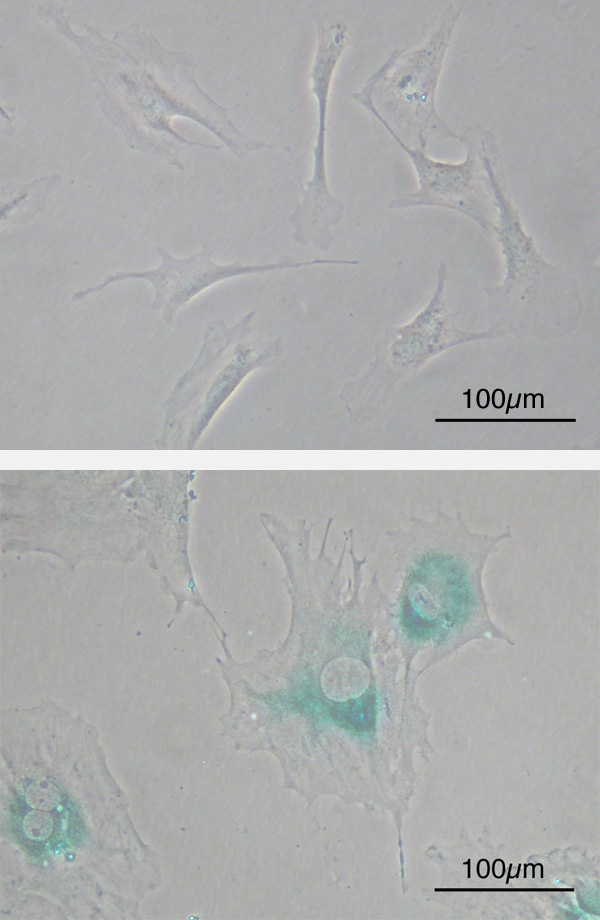

يعتبر محلل الشيخوخة أو  مؤخر الشيخوخة (بالإنجليزية: Senolytic)‏ ،المكون من كلمتين «هرم» و «محلل» ، من فئة الجزيئات الصغيرة التي تخضع للبحث الأساسي لتحديد ما إذا كان يمكنها تحفيز موت الخلايا المسنة بشكل انتقائي: ذلك لأن الخلايا الهرمة تصدر إنزيمات سيئة تؤثر سلبا على الخلايا السليمة.
و تعد البحوث  المتعلقة بمحلل الشيخوخة هي الهدف الذي يسعى إليه أولئك الذين يعملون على تطوير عوامل لتأخير أو منع أو تخفيف أو عكس الأمراض المرتبطة بالعمر. المفهوم ذو الصلة هو "senostatic"، وهو ما يعني قمع الشيخوخة. 

## البحوث
يتم وضع العديد من عوامل تحلل الشيخوخة المحتملة قيد التحري، فبعض العوامل المضادة للسرطان بجرعات منخفضة تبطيء الشيخوخة والأمراض المرتبطة بالعمر. وقد يتسبب استهداف مسارات الوقاية من السرطان بعوامل مضادة للسرطان في تأثيرات طول العمر من خلال توفير الحماية من أمراض التمثيل الغذائي أثناء الشيخوخة بشكل مستقل عن تأثيره على السرطان، وقد تمت دراسة Navitoclax  -المعروف أيضا باسم ABT-263 - في الأصل كدواء مضاد للسرطان.
اكتشف أن مستقبلات سطح منشط البلازمينوجين يوروكيناز القابلة للذوبان يتم التعبير عنها بشكل كبير في الخلايا الهرمة، مما دفع الباحثين إلى استخدام الخلايا التائية  لمستقبلات المستضد الخيميري للقضاء على الخلايا الهرمة في الفئران.
وفقًا للمراجع ، يُعتقد أنه يمكن إعطاء مستحضرات الشيخوخة بشكل متقطع مع كونها فعالة مثل الإعطاء المستمر. يمكن أن يكون هذا ميزة للأدوية الحالة للشيخوخة ويقلل من التأثيرات الضارة، على سبيل المثال التحايل على التأثيرات المحتملة السلبية غير المستهدفة.

في الآونة الأخيرة، تم استخدام الذكاء الاصطناعي لاكتشاف مضادات الشيخوخة ، مما أدى إلى تحديد مركبات متميزة هيكليا لحالة الشيخوخة  مع خصائص كيميائية طبية أكثر ملاءمة من أدوية المرشحين السابقين لتأخير الشيخوخة.
وفقًا للنتائج الأولية، أظهرت دراسة أجريت على البشر أيضًا انخفاضًا في الخلايا الهرمة من خلال إعطاء عقار السرطان داساتينيب مع إضافة  كيرسيتين Quercetin.  أدوية الشيخوخة تقلل الخلايا الهرمة في البشر: تقرير أولي من تجربة سريرية لداساتينيب مع إضافة الـ  كيرسيتين في الأفراد المصابين بمرض الكلى السكري.

## روابط خارجية
- قتل خلايا «غيبوبة» لتحسين الصحة في الشيخوخة. المحادثة، دومينيك بيرتون، جامعة أستون، 17 مارس 2017